# Sua Cara Soa-me
Para outros usos deste termo, veja Tu cara me suena (desambiguação).
A Sua Cara Soa-me (também conhecido pelas siglas TCS) é um programa de televisão espanhol  criado por Gestmusic e emitido pelo canal Antena 3. Nele, em torno de oito ou nove concursantes devem ser caracterizados como um artista determinado e interpretar uma de suas canções, imitando o melhor possível ao cantor original do que se trate, tanto em movimentos como em voz. Foi estreado o 28 de setembro de 2011 e está apresentado por Manel Fontes. No outono de 2014 criou-se a versão infantil do programa cujo nome é Tua cara soa-me mini. mas devido ao seu baixo público, que faz fronteira com a rede aprovada, já não foram feitas edições infantis do formato.

## Mecânica do programa
Os participantes deverão demonstrar a cada semana ser os melhores.cantando e imitando os cantores reais que são atribuídos a eles de forma aleatória após pressionar o famoso botão de gala anterior.
Após sua atuações, os jurados e o público presente avaliam aos concursantes seguindo o formato de votação euro visual , dando uma pontuação diferente a cada um (4,5,6,7,8,9,10,11 e 12 pontos).
Estes pontos servem para estabelecer uma ordem na qual são atribuídos aos participantes pontos de 4 á 12, dependendo da sua posição (em caso de empate, o presidente do jurado é o encarregado de estabelecer a ordem, segundo o critério que decida).
Ao somar os pontos que previamente apresentou o público se obtém a classificação final da rodada (em caso de empate prevalecem os votos do público sobre os demais), na qual o ganhador doará os 3000 € do prêmio semanal à organização benéfica que prefira. Os pontos da classificação semanal irão se acumulando em uma classificação geral, que servirá para decidir os finalistas.
Nas semifinais não poderão votar nem o público presente nem os concursantes, sendo o júri e os telespectadores mediante tele-voto os que terão direito ao voto. Também no último programa irá eleger-se, unicamente mediante tele-voto, o ganhador dentre os finalistas restantes, o qual doará 30 000 € da mesma maneira que se fez com os prêmios semanais.

### História da mecânica
A mecânica atual é fruto de uma modificação realizada a partir da quarta edição do programa (2015)